# Proeulia
Proeulia is een geslacht van vlinders van de familie bladrollers (Tortricidae), uit de onderfamilie Tortricinae.

## Soorten
- P. aethalea Obraztsov, 1964
- P. apospasta Obraztsov, 1964
- P. approximata (Butler, 1883)
- P. auraria (Clarke, 1949)
- P. boliviae Razowski, 1988
- P. clenchi Clarke, 1980
- P. cneca Obraztsov, 1964
- P. cnecona Razowski, 1995
- P. chromaffinis Razowski, 1995
- P. chrysopteris (Butler, 1883)
- P. dives (Butler, 1883)
- P. exusta (Butler, 1883)
- P. griseiceps (Aurivillius, 1922)
- P. inconspicua Obraztsov, 1964
- P. insperata Razowski, 1995
- P. kuscheli Clarke, 1980
- P. lentescens Razowski, 1995
- P. leonina (Butler, 1883)
- P. montana (Bartlett-Calvert, 1893)
- P. onerata Razowski, 1995
- P. robinsoni (Aurivillius, 1922)
- P. tenontias (Meyrick, 1912)
- P. triquetra Obraztsov, 1964